# 2018年平昌パラリンピックのタジキスタン選手団
2018年平昌パラリンピックのタジキスタン選手団は、2018年3月9日から3月18日まで大韓民国江原道平昌で開催された2018年平昌パラリンピックタジキスタン選手団の名簿。今大会、タジキスタンは冬季パラリンピック初参加となった。なお、合わせて開催された2018年平昌オリンピックにはタジキスタンは出場しなかった。

## 選手団
- 人員: 選手 1人
- 開会式旗手: シオヴシュ・イリヤソヴ

## 種目別選手・スタッフ名簿及び成績

### クロスカントリースキー
| 選手                   | 種目                         | 予選      | 予選 | 準決勝   | 準決勝   | 決勝     | 決勝     |
| 選手                   | 種目                         | 結果      | 順位 | 結果     | 順位     | 結果     | 順位     |
| ---------------------- | ---------------------------- | --------- | ---- | -------- | -------- | -------- | -------- |
| シオヴシュ・イリヤソヴ | 男子スプリントクラシカル視覚 | 8分22秒78 | 20位 | 予選敗退 | 予選敗退 | 予選敗退 | 予選敗退 |